# KV40
Situé dans la vallée des Rois, dans la nécropole thébaine sur la rive ouest du Nil face à Louxor en Égypte, KV 40 est le tombeau d'un inconnu, ou plus probablement une tombe collective aristocratique du Nouvel Empire.

## Chronologie des découvertes
Découverte en 1899 par Victor Loret, l'exploration de KV 40 a repris en 2011 par une équipe égypto-suisse dirigée par Susanne Bickel et Elena Grothe, permettant le repérage d'une tombe mitoyenne, la KV64. 
Le 28 avril 2014, les autorités égyptienne ont annoncé la découverte d'au moins cinquante momies dans cinq chambres. Une trentaine d'entre elles ont pu être identifiées sur la base d'inscriptions.
Les individus inhumés là étaient en grande majorité des femmes, certainement issues du harem du pharaon, et seraient des membres de la famille ou des concubines de Thoutmôsis IV et Amenhotep III. 
Plusieurs jarres retrouvées en morceaux témoignent du titre de plusieurs occupantes : fille du roi (sȝt nỉswt) ou ornement du roi (courtisane/dame d'honneur ; ẖkr.t-nỉswt) de l'époque d'Amenhotep. 
Plusieurs occupants étaient parents entre eux, et certains corps ont été identifiés comme des momies d'individus atteints de nanisme. 
La sépulture, si elle a été remplie au fur et à mesure des décès, a rapidement été pillée, les jarres brisées et vidées de leur contenu, les harpes rituelles incendiées ; l'hypogée a, comme pour la KV64, été réutilisé plus tard, durant la XXIe dynastie.